# Sarreaus
Sarreaus è un comune spagnolo di 1 789 abitanti situato nella comunità autonoma della Galizia.